# Junceella

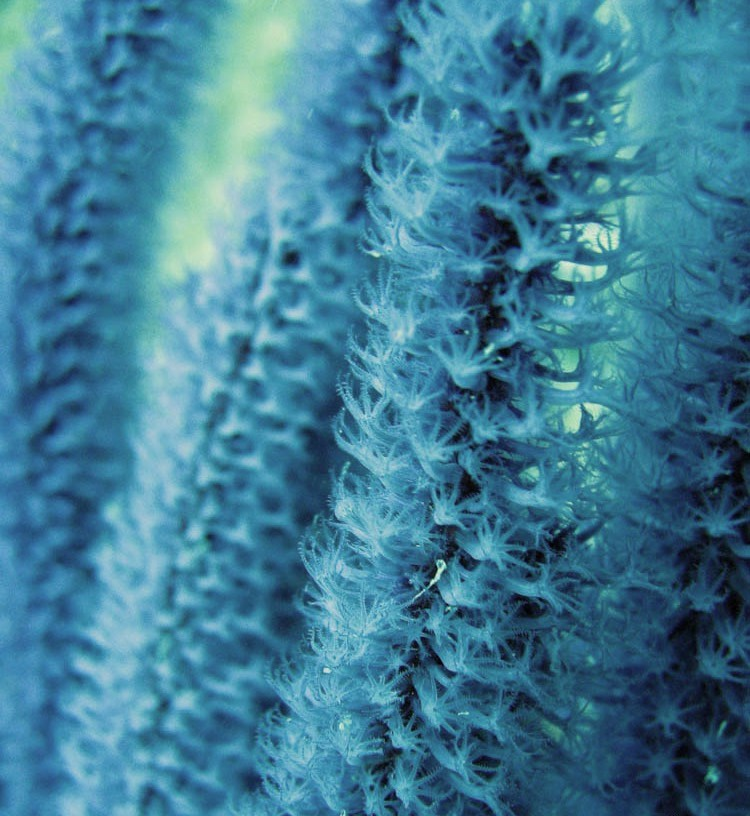
Pólipos de Junceella sp

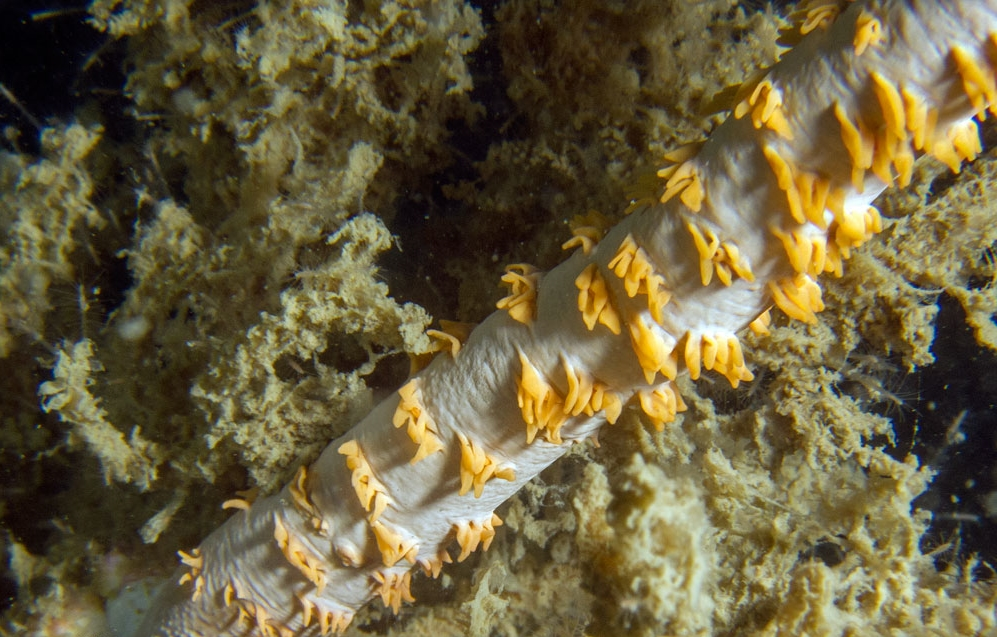
Pólipos semirretraídos de J. fragilis

Junceella es un género de gorgonias marinas perteneciente a la familia Ellisellidae, del suborden Calcaxonia. 
Junto a las especies del género Cirrhipathes se denominan comúnmente coral alambre, coral whip, en inglés.
Diversos estudios científicos han aislado 49 metabolitos secundarios en varias de sus especies, con diferentes aplicaciones médicas.

## Morfología
Las colonias normalmente conforman estructuras sin ramificar o de pocas ramas, de 1 a 2 cm de diámetro, y hasta 2 metros de alto en algunas especies. La estructura del axis, o eje, se compone de material calcáreo y gorgonina, una sustancia proteínica córnea que le proporciona flexibilidad, y no tiene el centro hueco, como las especies del suborden Holaxonia. 
Los pólipos cuentan con 8 tentáculos y son retráctiles. Normalmente de color amarillo o blanco, sobresalen en las ramas, espaciados irregular o biserialmente, según la especie. El color del cenénquima, o tejido común de la colonia, que reviste el esqueleto y los cálices de los pólipos, puede ser rojo, naranja, azul o verde.
Tanto el fino cenénquima como los pólipos, tienen escleritas cálcicas para reforzar su consistencia, de unos 0.08 mm de largo.
Las especies del género carecen de zooxantelas, salvo J. fragilis.

## Especies
El Registro Mundial de Especies Marinas acepta las siguientes especies en el género:
- Junceella antillarum Toeplitz, 1919
- Junceella delicata Grasshoff, 1999
- Junceella eunicelloides Grasshoff, 1999
- Junceella fragilis (Ridley, 1884)
- Junceella funiculina Duchassaing & Michelotti, 1864
- Junceella juncea (Pallas, 1766)
- Junceella spiralis Hickson, 1904
- Junceella surculus Valenciennes, 1855
- Junceella vetusta (Kölliker, 1865)

## Hábitat y distribución
Habitan arrecifes de coral, tanto interiores como exteriores, enterrados en sedimentos o anclados a rocas. 
Su rango de profundidad está entre 2 y 1.822 m, y su rango de temperatura entre 3.64 y 28.77 °C.
Se distribuyen en aguas tropicales y templadas de los océanos Atlántico, Índico y Pacífico.

## Alimentación
Al localizarse también a grandes profundidades, la mayoría de especies, a excepción de J. fragilis, carecen de algas simbiontes zooxantelas para su alimentación, como la mayoría de corales, por lo que se alimentan de las presas de microplancton, que capturan con sus minúsculos tentáculos, así como de materia orgánica disuelta en la columna de agua.

## Reproducción
Se reproducen asexualmente mediante fragmentación, y sexualmente, lanzando al exterior sus células sexuales. La reproducción asexual es frecuente, y sucede mediante la disolución del cenénquima a unos 10 cm debajo del extremo superior de la rama, posteriormente el extremo superior cae al fondo y forma una nueva colonia.
En la reproducción sexual, la mayoría de los corales liberan óvulos y espermatozoides al agua, siendo por tanto la fecundación externa. No obstante, J. juncea es de fertilización interna. Los huevos, una vez en el exterior, permanecen a la deriva arrastrados por las corrientes varios días, más tarde se forma una larva plánula que, tras deambular por la columna de agua marina, se adhiere al sustrato y comienza su vida sésil, metamorfoseándose a pólipo, replicándose después por gemación, generando un esqueleto, y dando origen así a la colonia coralina.

## Galería

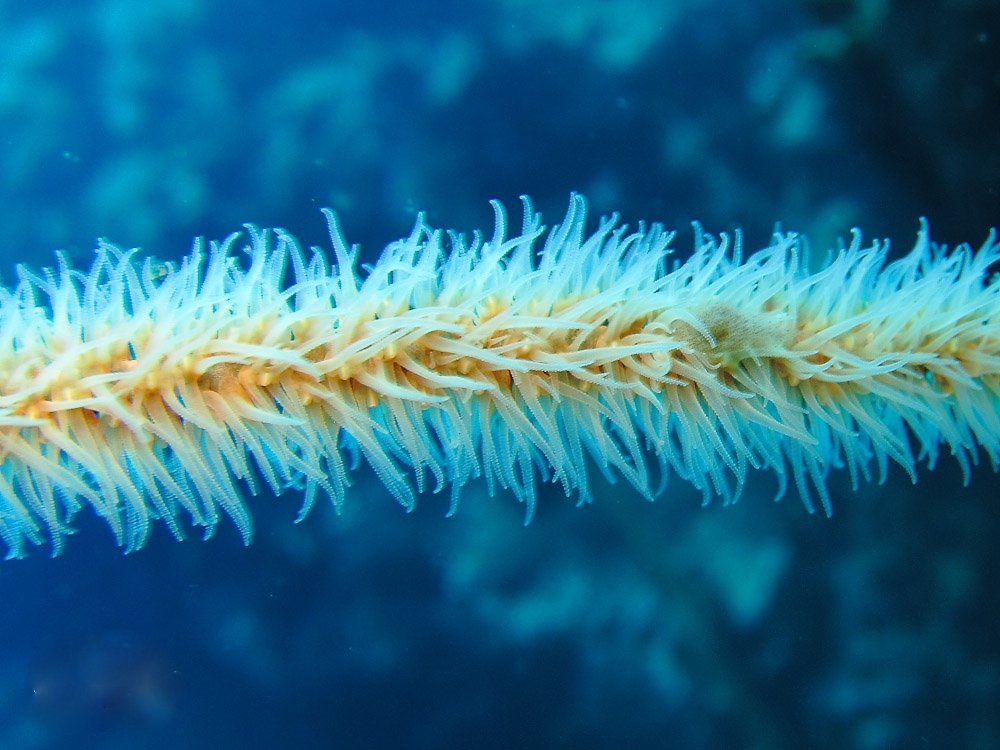
Tentáculos expandidos de J. fragilis
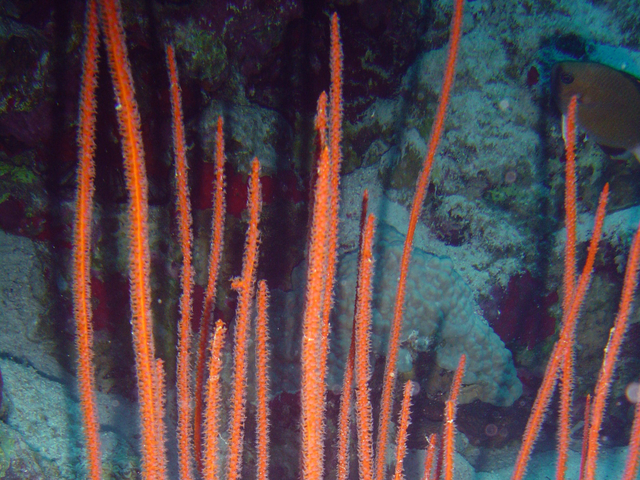
J. juncea en Egipto, Sinaí del Sur, Sharm el Sheik, Jackson Reef
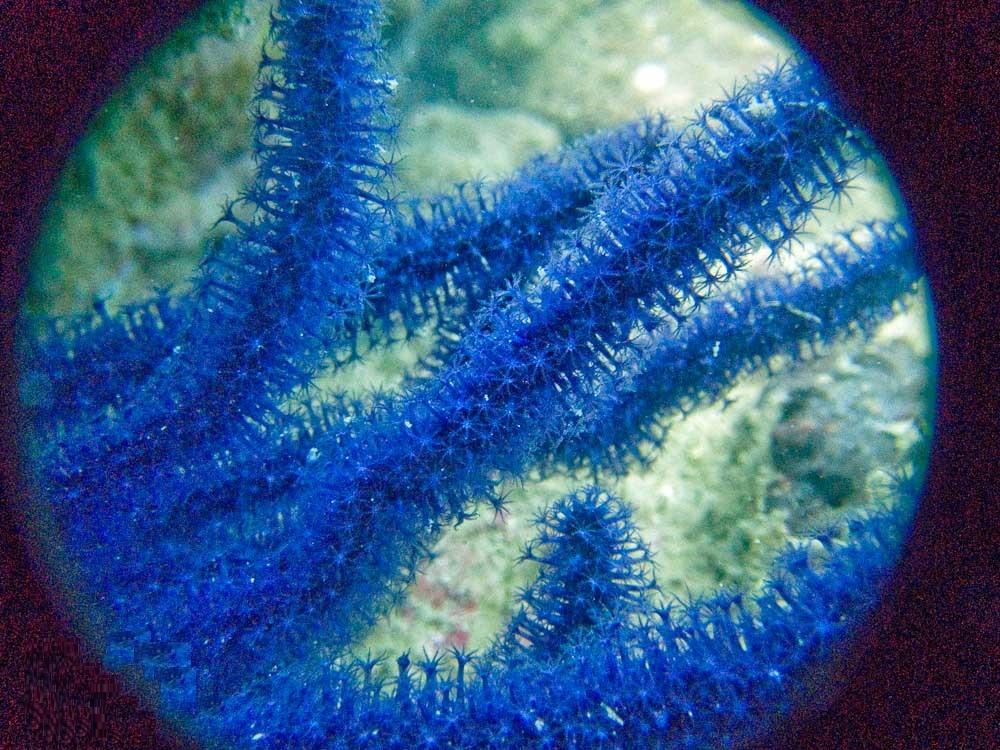
Ramas de Junceella sp con pólipos expandidos
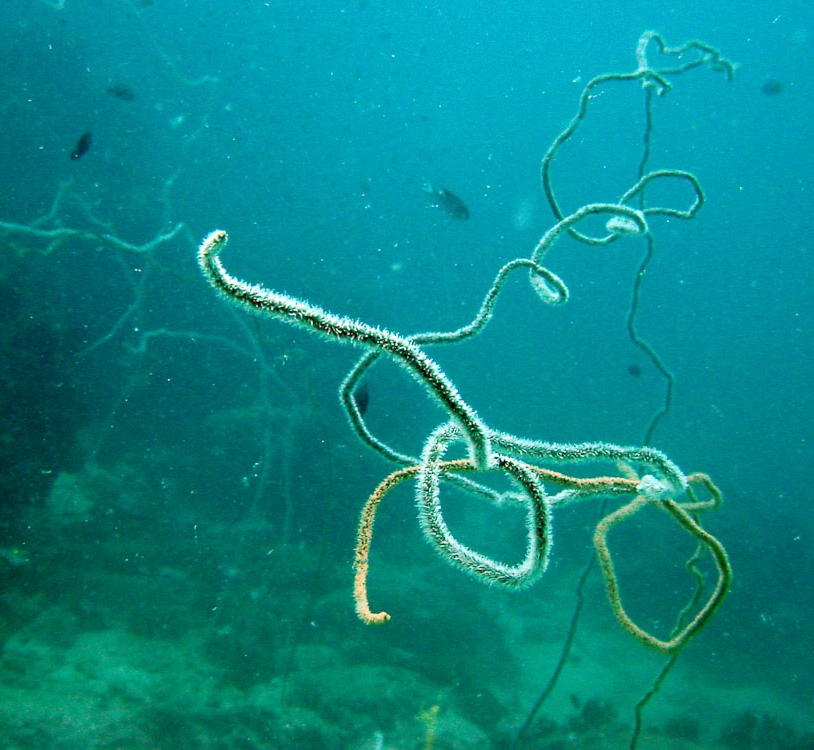
J. fragilis en Koh Phangan, Tailandia
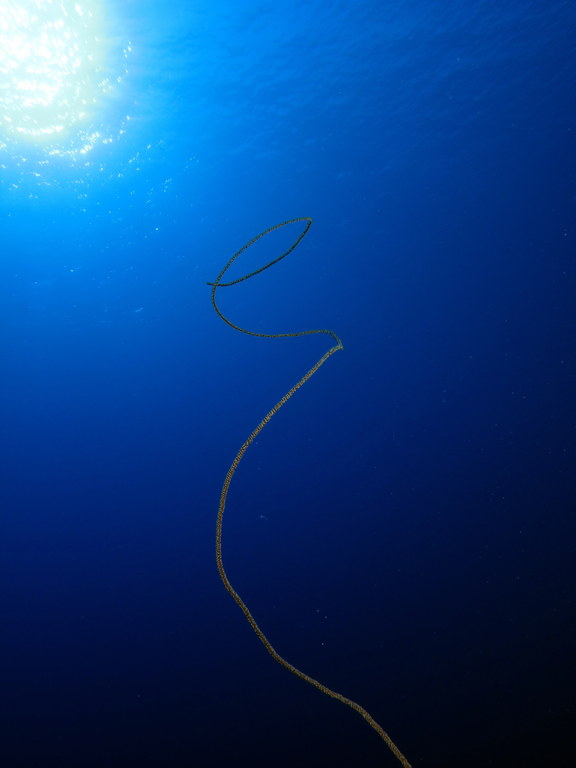
Un coral alambre, probablemente Junceella sp, saliendo de la oscuridad hacia la luz, en Elphinstone, mar Rojo, Egipto
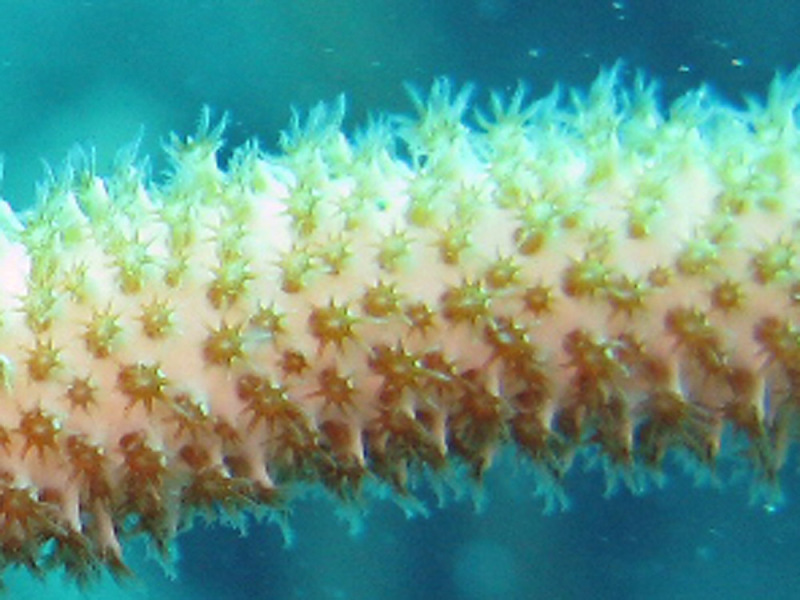
Rama de J. fragilis mostrando la disposición de los pólipos en su superficie
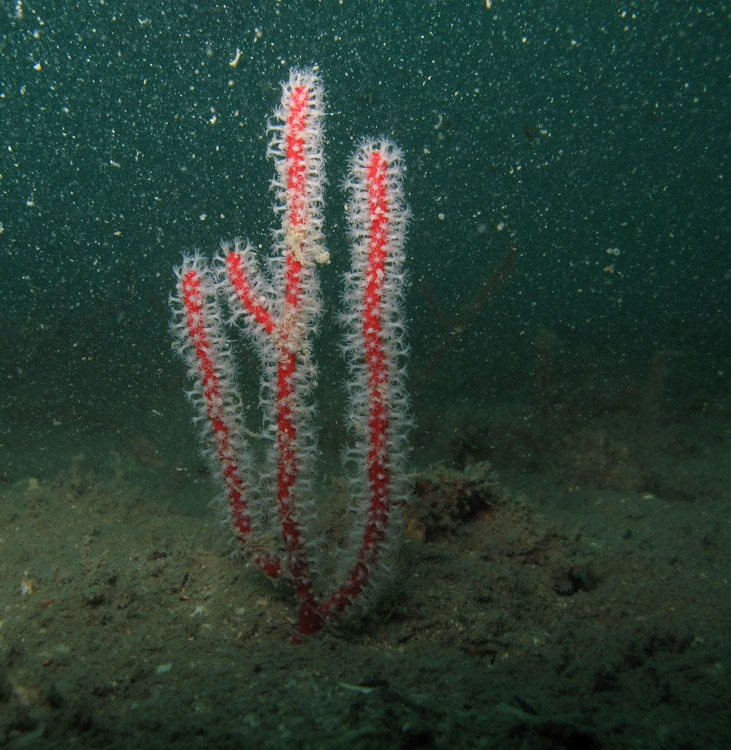
Junceella sp en Koh Phangan